# Marie-Josée Croze
Marie-Josée Croze (* 23. února 1970 Montréal, Kanada) je kanadská herečka.

## Kariéra
Její kariéra začala v roce 1989. V roce 2000 byla obsazena do kriticky úspěšného filmu Maelström. V roce 2003 dostala roli ve filmu Invaze barbarů, za kterou obdržela cenu na filmovém festivalu v Cannes. Do svého filmu Mnichov si jí v roce 2005 také vybral režisér Steven Spielberg. Hrála také v úspěšných filmech jako Skafandr a motýl nebo Zkáza zámku Herm.

## Vybraná filmografie
- 1998 – V pasti (TV Film)
- 2000 – Maelström
- 2000 – Bojiště Země: Sága roku 3000
- 2002 – Ararat
- 2003 – Nicota
- 2003 – Invaze barbarů
- 2004 – Zloděj životů
- 2005 – Mnichov
- 2006 – Nikomu to neříkej
- 2007 – Zkáza zámku Herm
- 2007 – Skafandr a motýl
- 2008 – Le nouveau protocole
- 2008 – Deux jours á tuer
- 2010 – Hercule Poirot: Vražda v Orient Expressu (TV Film)